# Indumentària

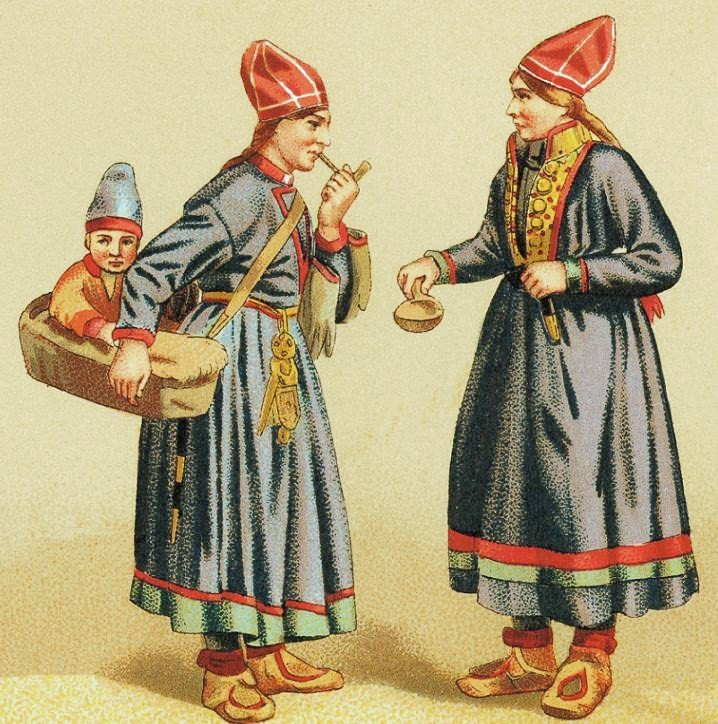
Indumentària usual de les dones Sami en una làmina de l'obra de Racinet (1888)

La indumentària o el vestuari és el conjunt d'induments (vestiments o vestidures), és a dir, és el nom genèric de tota mena de peces que s'usen per a vestir. Inclou les lligadures (de qualsevol material, sense excloure els cascos metàl·lics); la roba; el calçat; els complements (per exemple, el guant i el cinturó) i ornaments (com ara les joies); etc., etc. Per exemple, la indumentària d'un individu és el conjunt de peces de vestir que porta. Per a la història general dels induments, vegeu la secció històrica de l'article roba.
El terme indumentària s'usa en particular referent a l'estudi de les vestidures, especialment en l'aspecte històric o arqueològic.

## Classificació de la indumentària
La indumentària es pot classificar segons diversos paràmetres:
- segons la part del cos que cobreix o on es col·loca, es parla, essencialment, de: lligadures (per al cap); roba (per a tronc i extremitats); calçat (per als peus); complements o accessoris (que més que vestir es duen a sobre i són fàcils de treure); i ornaments.
- segons el tipus de material.
- segons el sexe del portador, es distingeix entre indumentària masculina i indumentària femenina; modernament també es parla d'indumentària unisex, portada indistintament per ambdós sexes (i que en general es tracta d'indumentària originàriament masculina adoptada també per les dones).
- segons l'ús a què es destina, es discrimina, bàsicament, entre indumentària d'ús general i indumentària especialitzada.
- segons la condició social del portador, es diferencia entre indumentària civil, indumentària militar i indumentària eclesiàstica, cadascuna amb especificitat ben marcada.

## La indumentària com a disciplina erudita
També s'anomena indumentària la disciplina que estudia els induments; és una ciència auxiliar de la història, relacionada estretament, així mateix, amb l'antropologia, la història de l'art, etc. Existeixen tres grans branques especialitzades d'estudis d'indumentària: 
- Indumentària civil o general;
- Uniformologia, que estudia la indumentària militar;
- Indumentària eclesiàstica.

A voltes la classificació interna de la disciplina indumentària és quadriparteix, en distingir entre una indumentària civil dedicada a l'estudi de la vestimenta que vigeix internacionalment (almenys en un àmbit cultural determinat com, per exemple, l'euròpid); i una indumentària popular o folklòrica, que estudia aquells tipus de vestimenta que són específics de certes ètnies o cultures, o bé de les classes populars per contrast amb unes classes altes vestides a l'estil internacional.

## Historiografia de la indumentària
Des d'antic hi ha hagut interès per la vestimenta des de múltiples punts de vista (comparació entre cultures, moralització, simple curiositat, etc.).
En el segle xvi apareixen els primers estudis centrats en la història de la indumentària, profusament il·lustrats, amb Christoph Weiditz (1529), François Desprez (1562) i, sobretot, Cesare Vecellio (1590).
Ja en el segle xviii, André Lens (Le costume, 1776) sistematitza el camp d'estudi amb voluntat científica.
Al llarg del segle xix la disciplina d'estudi sistemàtic i científic sobre tipologia i història de la indumentària ateny la maduresa amb les obres de Charles Bonnard (Costumes historiques..., 1829-1830, obra continuada per Georges Duplessis, 1867), Giulio Ferrario (Il costume antico e moderno, 1840), Raphaël Jacquemin (Histoire générale du costume civil, religieux et militaire..., 1876), Paul Lacroix (Moeurs, usages et costumes au Moyen âge et à l'époque de la Renaissance, 1877), Hermann Weiss (Kostümkunde, 1860-1872, 6 volums), Friedrich Hottenroth (Trachten..., 1884-1889) i, sobretot, Auguste Racinet (1825-1893), amb el clàssic i monumental Le costume historique (1876-1888, 6 volums).
En la primera meitat del segle xx destaquen Camille Piton (Le costume civil en France..., 1913), André Blum (Histoire du costume, 1928), Raymonde Sée (Le costume de la révolution à nos jours, 1929) i la història clàssica per excel·lència, Die Mode (1907-1925, 8 volums), de Max von Boehn (1860-1932); més modesta, continua vigent la panoràmica de Carl Köhler (Praktische Kostümkunde, 1920).
A partir de la segona postguerra mundial el camp s'amplia i diversifica, i sorgeixen els estudis sociològics sobre la moda, la interpretació semiòtica, l'anàlisi fisiològica, etc., etc., sense oblidar panoràmiques divulgatives com les de Michèle Beaulieu (Le costume antique et médiéval i Le costume moderne et contemporain, Que sais-je?, 1951). Entre els autors influents en les darreres dècades cal citar James Laver i Alison Lurie.
Als Països Catalans els primers reculls il·lustrats d'indumentària apareixen a partir de 1846, a Barcelona, i al principi són traduccions o refregits de les obres franceses de renom. La disciplina va desenvolupant-se i sistematizant-se al llarg de la segona meitat del segle xix, sota forta influència de l'escola francesa i amb uns primers estudiosos que ofereixen panoràmiques universals i alhora presten atenció especial a la indumentària, bé espanyola, bé catalana, com Francesc Danvila i Collado (Trajes y armas de los españoles desde los tiempos prehistóricos..., 1877) i Josep Puiggarí i Llobet (Monografía histórica é iconográfica del traje, 1886).
En el canvi de segle els estudis catalans sobre història i tipologia de la indumentària atenyen nivell acadèmic, se centren en el patrimoni indumentari i tèxtil del país (civil, popular-tradicional i eclesiàstic) i es desenvolupen en estreta relació amb el col·leccionisme, els estudis històrics i artístics i la museologia. Sobretot al Principat, es realitzen majoritàriament en llengua catalana (per exemple, els catàlegs de la Col·lecció Rocamora, 1933-1935) i amb òptica autocentrada; també es produeixen manualets divulgatius al si de col·leccions enciclopèdiques (Nocions d'indumentària, de Lluís Labarta, Minerva, 1917; Del vestit i de la seva conservació, de Rosa Sensat, Minerva, v. 1918; Els teixits, de Joan Carreras i Palet, Barcino, 1928). D'altra banda, seran editorials barcelonines les que publicaran en traducció espanyola les obres magnes de Hottenroth (Historia del traje, Montaner y Simon, 1893, 2 volums) i de Boehn (La moda, Salvat, 1928-1929, 8 volums, amb 4 volums addicionals en 1947-1950), així com, des de Vilassar, Beaulieu (1971 i 1987).
Amb el parèntesi del franquisme (Un siglo de modas barcelonesas, de Manuel Rocamora, Aymà, 1944), actualment hi ha una producció considerable d'estudis indumentaris i sobre la moda en català, molt especialitzats (universitats, IEC, museus) i també de divulgació (com Cinc-cents anys d'indumentària a Catalunya, de Cristina Borau, Terra Nostra, 1992, i els diversos llibres de la col·lecció Orígens de l'Editorial Albertí, en curs de publicació). Hi destaca, així mateix, la producció del Museu del Disseny de Barcelona i del Centre de Documentació i Museu Tèxtil de Terrassa.